# Santos Amador
Santos Amador Quispe (ur. 6 kwietnia 1982 w Santa Cruz) – boliwijski piłkarz występujący najczęściej na pozycji środkowego obrońcy, obecnie zawodnik Nacionalu Potosí.

## Kariera klubowa
Amador jest wychowankiem zespołu CD Guabirá, w którego barwach zadebiutował w Liga de Fútbol Profesional Boliviano w rozgrywkach 2002. Po dwóch latach spędzonych w Guabirze przeniósł się do drużyny CD San José, gdzie bez większych sukcesów spędził trzy sezony, przeważnie w roli podstawowego piłkarza. Wiosną 2007 został zawodnikiem Realu Potosí, z którym już w pierwszym sezonie – Apertura 2007 – wywalczył tytuł mistrza Boliwii. Wziął także udział w pierwszym międzynarodowym turnieju w swojej karierze – Copa Libertadores, jednak w rozgrywkach tych odpadł już w fazie grupowej. Taki sam wynik zanotował w kolejnej edycji tego turnieju – 2008, a w trzeciej międzynarodowej imprezie, w jakiej wystąpił podczas gry w Realu Potosí – Copa Sudamericana 2007 – został wyeliminowany już w 1/16 finału.
Podczas rozgrywek 2009 Amador występował w Club Jorge Wilstermann, natomiast w styczniu 2010 podpisał umowę z jednym z najbardziej utytułowanych zespołów w ojczyźnie – The Strongest z siedzibą w mieście La Paz. Tam spędził jeden sezon, nie osiągając sukcesów zarówno na arenie krajowej, jak i międzynarodowej, a w 2011 roku przeszedł do Nacionalu Potosí.
| Sezon     | Klub                   | Kraj    | Rozgrywki | Mecze | Bramki |
| --------- | ---------------------- | ------- | --------- | ----- | ------ |
| 2002      | CD Guabirá             | Boliwia | LFPB      | 18    | 0      |
| 2003      | CD Guabirá             | Boliwia | LFPB      | 26    | 0      |
| 2004      | CD San José            | Boliwia | LFPB      | 7     | 0      |
| 2005      | CD San José            | Boliwia | LFPB      | 34    | 1      |
| 2006      | CD San José            | Boliwia | LFPB      | 26    | 4      |
| 2007      | Real Potosí            | Boliwia | LFPB      | 24    | 3      |
| 2008      | Real Potosí            | Boliwia | LFPB      | 21    | 3      |
| 2009      | Club Jorge Wilstermann | Boliwia | LFPB      | 23    | 1      |
| 2010      | The Strongest          | Boliwia | LFPB      | 24    | 0      |
| 2011/2012 | Nacional Potosí        | Boliwia | LFPB      |       |        |

## Kariera reprezentacyjna
W seniorskiej reprezentacji Boliwii Amador zadebiutował za kadencji selekcjonera Erwina Sáncheza – 13 października 2007 w przegranym 0:5 meczu z Urugwajem, wchodzącym w skład eliminacji do Mistrzostw Świata 2010, na które jego kadra się ostatecznie nie zakwalifikowała. Cztery lata później, w 2011 roku, został powołany przez szkoleniowca Gustavo Quinterosa na rozgrywany w Argentynie turniej Copa América, gdzie wystąpił w jednym meczu, a Boliwijczycy nie zdołali wyjść z fazy grupowej.